# Binaural
Binaural - album amerykańskiego zespołu grunge'owego Pearl Jam, wydany w 2000 r.

## Lista utworów
1. "Breakerfall" – 2:19
2. "Gods' Dice" – 2:26
3. "Evacuation" – 2:56
4. "Light Years" – 5:06
5. "Nothing as It Seems" – 5:22
6. "Thin Air" – 3:32
7. "Insignificance" – 4:28
8. "Of the Girl" – 5:07
9. "Grievance" – 3:14
10. "Rival" – 3:38
11. "Sleight of Hand" – 4:47
12. "Soon Forget" – 1:46
13. "Parting Ways" – 7:17